# Andra Matin
Andra Matin (* 1962 in Bandung, Java, Indonesien) ist ein indonesischer Architekt, der als Vertreter der Tropical Architecture gilt.

## Leben
Matin schloss 1981 sein Architekturstudium an der Perahyangan Catholic University seiner Heimatstadt ab. In den Jahren von 1990 bis 1998 arbeitete er als angestellter Architekt bei der Firma Grahacipta Hadiprana. 1998 gründete er in der indonesischen Hauptstadt Jakarta sein eigenes Architekturbüro. Seine Entwürfe und Bauten wurden durch das Indonesische Institut der Architekten mehrfach preisgekrönt. Sie zeichnen sich durch Verwendung von lokalen Baumaterialien und die Berücksichtigung von lokalen Traditionen und Gegebenheiten aus. Dadurch können jeweils Baukosten verringert werden und auch Folgekosten, zum Beispiel bei der Energie, reduziert werden.

## Preise und Auszeichnungen
- Auszeichnungen des Indonesian Institute of Architects jeweils 1999, 2002 2008, 2009, 2010, 2011 und 2012.

## Ausgeführte Projekte
- Yogyakarta: Wohnhaus und Studio für den Bildhauer und Maler Agus Suwage, 550 m² Wohn- und Nutzfläche.
- Bogor: 15 Häuser eines Waisenhauses.
- Bogor: Wohnhaus, 200 m² Wohnfläche.
- Seminyak, Bali: Hotel Potato Head Beach Club.
- Jakarta: Wohnhaus, 290 m² Wohnfläche.
- Surakarta, Jawa Tengah (Zentraljava): Büro und Forschungseinrichtungen für Javaplant.

Planungen
- Jakarta: Tanah Teduh (Land der Ruhe), Gated Community mit 20 Wohnhäusern auf einem Grundstück von 20000 m².

## Ausstellungen
- 2011: Architekturgalerie GA Gallery, Tokio, Japan.
- 2012: Andra Marin: Sebuah Sekuel, Dia.Lo.Gue Art Space, Jakarta.
- 2015: Gemeinschaftsausstellung Tropicality Revisited, Deutsches Architekturmuseum, Frankfurt am Main.